# 伊韦塔·巴尔托绍娃
伊韦塔·巴尔托绍娃（英語：Iveta Bartošová，1966年4月8日—2014年4月29日），是一名捷克歌手、演员。她被捷克小报新闻长期纠缠。
2014年4月29日，她选择卧轨自杀；很多人推断其自杀原因和媒体持续诋毁她有关。